# Шлюб у Стародавньому Єгипті

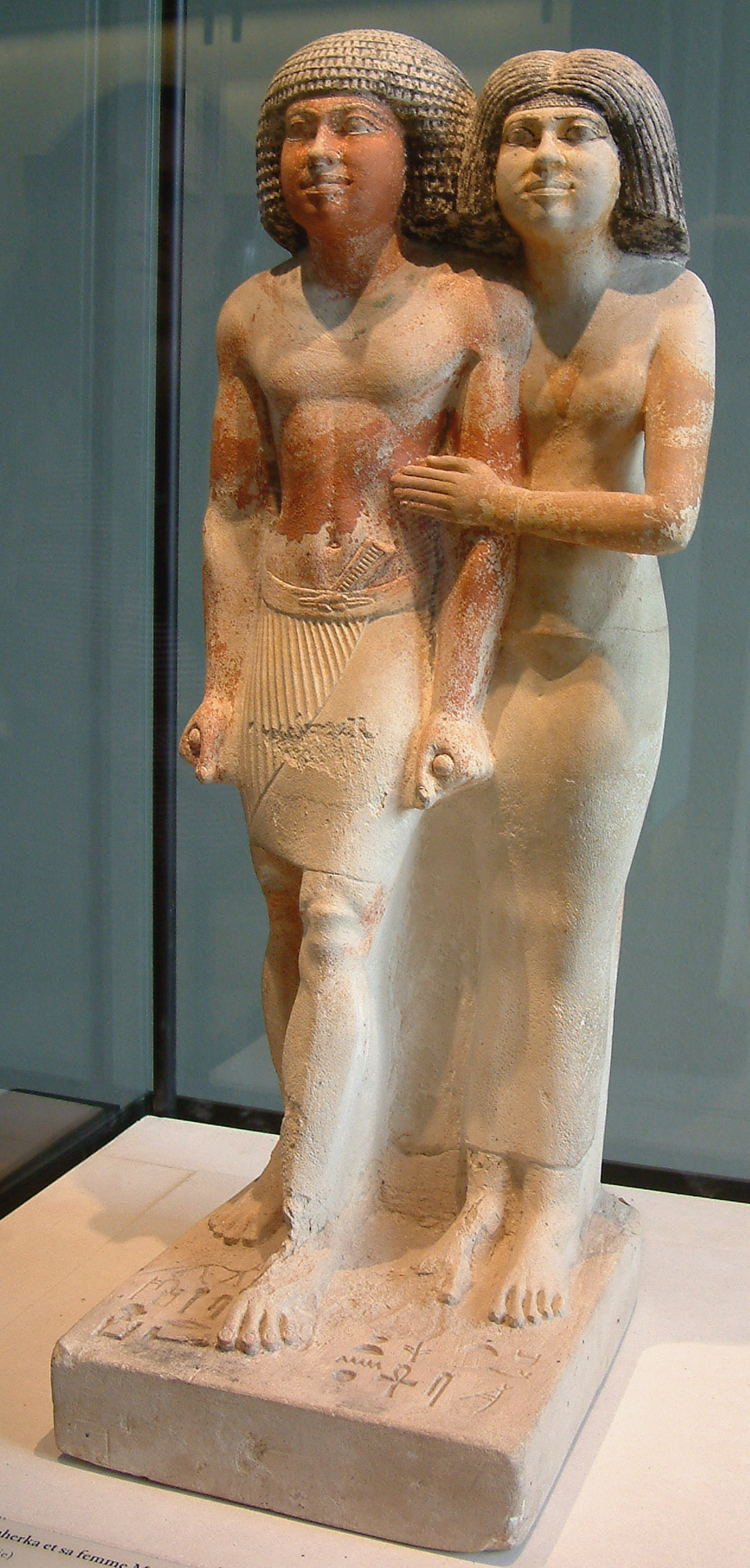
Давньоєгипетське подружжя. Лувр

Шлюб у Стародавньому Єгипті — таїнство та важливе дійство суспільно-релігійного змісту в давніх єгиптян. Мав спеціфику для різних станів населення.

## Укладання шлюбу
Найдавнішим текстом, де йдеться про шлюб, є «Повчання Птахотепа» часів V династії. В ньому зазначено: якщо ти людина високого становища, тобі слід завести свій дім і любити свою дружину, як це личить.
Поширена думка, ніби простолюдини могли одружуватися зі своїми сестрами, пов'язана з тим, що у єгипетських юнаків було прийнято звертатися до коханої «сестра». А починаючи з XVIII династії цей звичай поширився і на дружин. Так що слово «сестра» в єгипетському тексті може з рівним успіхом позначати сестру, кохану і дружину. Лише судові документи строго розмежовували ці терміни. Звийчайними були шлюби з кузинами (кузенами), стрийками (стрийнами) та вуйками. Мудреці застерігали молодих людей від невідомих жінок.
У Стародавньому Єгипті не було певного шлюбного віку. Зазвичай дівчаток видавали в дружини десь у 14-річному віці, коли у них починалися менструації. Проте згідно з деякими джерелами, були випадки, коли дівчаток видавали в шлюб у 8-9 років. Археологи знайшли мумію 11-річної дружини.
Шлюб реєструвався в так званих «Будинках життя» — центрах духовного життя єгиптян, в яких писарі і жерці складали й зберігали записи та документи. Відомостей стосовно єгипетського весілля натепер замало. Вважається, що шлюбна церемонія у давніх єгиптян зводилася до підписання контракту і до переїзду дружини з посагом до будинку чоловіка. Єдиним ритуалом, про який відомо, був обмін браслетами, а пізніше — залізними кільцями. Після весілля жінка отримувала ім'я свого чоловіка, якщо одружену жінку викликали в суд, її називали спочатку її власним ім'ям, а потім ім'ям її чоловіка.
Шлюбні контракти передавалися на затвердження джаті — наміснику фараона, який виконував за сумісництвом роль судді. Джаті стежив, щоб в контракті визначалися обов'язки чоловіка з утримання дружини і був детально описаний посаг дружини (на випадок розлучення).
Шлюб простолюдинів зазвичай був моногамним. Однак, на відміну від жінки, невірність якої каралася смертю, чоловікові дозволялося мати в своєму будинку наложниць. Відомі випадки полігамії, але вони досить нечисленні серед нижчих станів. Фараони мали величезні гареми.

## Стосунки
Давні повчання рекомендували чоловіку гарно чинити з дружиною, зокрема: «наповнюй її шлунок і одягай її тіло; покривай її шкіру маслом. Нехай її серце радіє весь час, поки ти живий, вона — родюче поле для свого пана. Ти не повинен сперечатися з нею в суді; не виводити її з себе. Поділися з нею тим, що випаде на твою долю; це надовго збереже її в твоєму домі». Щасливим вважався шлюб, де була згода між подружжям, результатом якого були діти, насамперед хлопчики.
За єгипетськими законами чоловік мав право бити дружину. Втім, якщо він залишав надлишкові з точки зору закону синці, дружина могла звернутися до суду і вимагати тілесного покарання для чоловіка, при повторному порушенні — до 100 ударів кийками. При цьому чоловік позбавлявся права на спільно придбане майно.

## Розлучення
Розлучення в Єгипті траплялися, а за часів Нового царства їх ініціаторкою могла виступити також дружина. Давньоєгипетський шлюбний контракт зазвичай передбачав роздільне володіння майном. Крім того, в разі розлучення 1/3 з усього, що подружжя нажили разом, за законом діставалася дружині.

## Шлюб фараона
У фараона звичайно була одна головна дружина, яка носила титул «Великої цариці». Вона дуже часто була рідною або принаймні єдинокровною сестрою фараона, насамперед старшою сестрою, і навіть донькою. Фараони Пепі II й Рамсес II за роки свого володарювання змінили 5 головних дружин.
Шлюб зі старшою дочкою попереднього царя часом надавав владу. Подібна процедура передачі влади траплялася, якщо у попереднього фараона не було сина від головної дружини. Тоді він передавав владу одному з побічних синів, одруживши його зі своїєю донькою-спадкоємицею.
Окрім головної дружини, у фараона було кілька другорядних, але теж законних дружин, а також наложниць, які мали цілком офіційний статус. Вкрай рідкісним був шлюб фараона з іноземною царівною. Рамсес II відомий рідкісним на ті часи дипломатичним шлюбом з хетською царівною, яку звів у ранг Великої цариці. З часів кінця Нового царства траплялися шлюби з царівнами з Нубії, Близького Сходу.